# Iván Calderón
Jorge Iván Calderón Zapata (Mutatá, 10 de abril de 1965) es un compositor y productor discográfico colombiano de gran éxito, especialmente en géneros musicales como el vallenato y la música popular colombiana. También es director y fundador junto a sus hermanos de la agrupación Los Gigantes, donde su hijo Daniel Calderón es la voz principal. Es también uno de los más nombrados dentro de las canciones de los artistas a quienes produce.

## Biografía
Nació un 10 de abril en el pueblo de Pavarandocito, corregimiento de Mutatá (subregión del Urabá). Emigró con su familia desde muy pequeño a Medellín, lugar donde aprendió y perfeccionó el bajo, la guitarra y la composición.
Desde 1989 ha colaborado como guitarrista y bajista en la agrupación de Los Embajadores Vallenatos, también ha colaborado desde 1992 hasta 1998 con la agrupación de Omar Geles Los Diablitos en ese entonces.
En 1997 participa como director musical del exitoso proyecto de Codiscos llamado "La combinación Vallenata" la cual reúne y combina voces y acordeones de los diferentes grupos vallenatos destacados de la época, interpretando canciones inéditas y que marcaron un destacado logro nunca antes visto en el género.
Con sus hermanos conformó el reconocido conjunto Los Gigantes del Vallenato, en donde destacó como director musical y bajista, siendo Hebert Vargas el cantante principal durante más de 10 años.
Suele ser confundido a menudo con su hijo Iván Andrés Calderón Pulgarin quien es mencionado por otros artistas en las canciones que suele componer, bajo la estrofa "IVAN ANDRES CALDERON, ESCUCHA TU CREADOR", esto ha sido confirmado por su hijo Daniel Calderón en diferentes entrevistas a medios locales.
Sus familiares son: Daniel Alexander Calderón Pulgarin e Iván Andrés Calderón Pulgarin.

## Trabajos destacados

### Compositor
- El amor es divino - Los Anaya
- Ya no me interesas - Jorge Celedón
- No podrán separarnos - Jorge Celedón
- Voy a olvidarte - Los Chiches Vallenatos (1996)
- Muero por Verla - Luis Mateus (1997)
- No te olvides de mi - Los Inquietos Del Vallenato (1996)
- Te haré feliz - El Binomio de Oro (1997)
- No me vuelvo a ilusionar - El Binomio de Oro (1999)
- Será el final - Los Inquietos (1999)
- No te olvidaré - Jorge Celedón (2000)
- Cuanto te amo - Los Inquietos del Vallenato (2001)
- Me das y me quitas todo - Los Gigantes del Vallenato (2002)
- Entre amigos - Los Gigantes del Vallenato (2003)
- La razón de mi vivir - Silvestre Dangond (2003)
- Amante y amigo - Los Gigantes del Vallenato (2003)
- Solo ámame - Los Inquietos del Vallenato (2004)
- Quien no se ha enamorado - Daniel Calderón yLos Gigantes  (2005)
- Como te atreves - Daniel Calderón yLos Gigantes (2007)
- No voy a morir - Pipe Bueno (2008)
- Yo te vi - Daniel Calderón Los Gigantes  (2009)
- La señal - Daniel Calderón y Los Gigantes (2011)
- Busco - Daniel Calderón y Los Gigantes  (2011)
- Que regrese a mí - Luis Mateus (2003)
- Mi amor de novela - El Binomio de Oro de América (2013)
- No y no - Daniel Calderón y Los Gigantes (2015)
- Que sufra, que chupe y que llore - Paola Jara y Francy (2016)
- La última vez - Silvestre Dangond (2020)
- Vas a llorar - Martín Elías Díaz (2012)

### Productor
- Daniel Calderón y Los Gigantes
- Luis Mateus
- Luis Miguel Fuentes
- Jorge Celedón
- Nelson Velásquez
- Paola Jara
- Pipe Bueno
- Andreína